# Truth Decay
Truth Decay es el octavo y último álbum de estudio de la banda británica You Me at Six. Fue lanzado el 10 de febrero de 2023, a través de Underdog Records y AWAL con asociación con Rise Records. La fecha de lanzamiento se fijó originalmente para el 27 de enero de 2023, pero se cambió debido a un retraso en los problemas de producción de vinilo.
Este álbum marca un retorno de la banda a sus orígenes cercanos a pop punk. Posteriormente el 31 de enero de 2024, la banda anunció que se separarían luego de una gira de despedida que se embarcaría durante el resto del 2024 y 2025.

## Antecedentes y lanzamiento
El 22 de julio de 2022, You Me at Six anunció el lanzamiento de su octavo álbum de estudio, junto con el primer sencillo "Deep Cuts". El líder de You Me at Six, Josh Franceschi, dijo sobre el sencillo: "Deep Cuts se trata de estar en el exterior mirando a las personas de tu círculo que están pasando por un dolor o un mal momento por estar con la persona equivocada. Sufrir porque están sosteniendo sobre alguien o algo que podrían soltar".
El 5 de septiembre de 2022, se anunció que You Me at Six lanzaría su segundo sencillo "No Future? Yeah Right" con la vocalista de Enter Shikari, Rou Reynolds. El sencillo se lanzó una semana después, el 13 de septiembre de 2022. El tercer sencillo, "Mixed Emotions (I Didn't Know How To Tell You What I Was Going Through)", se lanzó el 21 de octubre de 2022.
You Me at Six lanzó su cuarto sencillo "Heartless" (estilizado como 'heartLESS') el 8 de diciembre de 2022. Del sencillo, Franceschi dijo: "Es una canción sobre sentirse inseguro y, sin embargo, aceptar lo que pueda venir. Escribí esta canción sobre alguien cercano para mí en medio de una ruptura y un enamoramiento".
El 14 de enero de 2023, la banda anunció que cambiarían la fecha de lanzamiento del álbum del 27 de enero de 2023 al 10 de febrero de 2023 debido a problemas de producción de vinilo; también lanzaron su quinto sencillo "My Dopamine" (estilizado como ':mydopamine:').

## Lista de canciones
| N.º | Título                                                                    | Duración |  |
| 1.  | «Deep Cuts»                                                               | 4:13     |  |
| 2.  | «Mixed Emotions (I Didn't Know How to Tell You What I Was Going Through)» | 4:09     |  |
| 3.  | «God Bless the 90's Kids»                                                 | 3:59     |  |
| 4.  | «After Love In The After Hours»                                           | 3:59     |  |
| 5.  | «No Future? Yeah Right» (con Rou Reynolds de Enter Shikari)               | 3:16     |  |
| 6.  | «Heartless»                                                               | 3:27     |  |
| 7.  | «Who Needs Revenge When I've Got Ellen Rae»                               | 2:53     |  |
| 8.  | «Breakdown»                                                               | 3:09     |  |
| 9.  | «Traumatic Iconic»                                                        | 2:46     |  |
| 10. | «:mydopamine:»                                                            | 3:33     |  |
| 11. | «A Smile to Make You Weak(er) at the Knees»                               | 2:46     |  |
| 12. | «Ultraviolence»                                                           | 3:46     |  |
| 13. | «A Love Letter to Those Who Feel Lost» (con Cody Frost)                   | 4:10     |  |

Notas
- "Deep Cuts" están todas estilizadas en mayúsculas.
- "Heartless" están todas estilizadas en mayúsculas y minúsculas.
- "My Dopamine" está estilizada como ":mydopamine:".

## Personal
You Me at Six
- Josh Franceschi – Voz, letras, teclado
- Chris Miller – Guitarra líder
- Max Helyer – Guitarra rítmica
- Matt Barnes – Bajo
- Dan Flint – Batería, percusión

Músicos adicionales
- Rou Reynolds: voz (pista 5).
- Cody Frost: voz (pista 13).

## Posicionamiento en lista
| Lista (2023)                         | Posición |
| ------------------------------------ | -------- |
| Bélgica (Ultratop valona)            | 163      |
| Escocia (Scottish Albums Chart)      | 2        |
| Reino Unido (UK Albums Chart)        | 4        |
| Reino Unido (UK Independent Albums)  | 1        |
| Reino Unido (UK Rock & Metal Albums) | 1        |